# Videogramme einer Revolution
Videogramme einer Revolution ist der Titel eines 1992 veröffentlichten, 106-minütigen Dokumentarfilms von Harun Farocki und Andrei Ujica. Der auf dem Locarno Film Festival am 12. August 1992 uraufgeführte Film stellt Videobilder der Rumänischen Revolution zusammen in Form einer Chronologie von der letzten Rede Ceausescus (am 21. Dezember 1989) bis zur ersten TV-Zusammenfassung der Aburteilung des Diktatorenpaares und seiner Hinrichtung (am 26. Dezember 1989).

## Gestaltung
Videogramme einer Revolution ist ein Kompilationsfilm, der auf der Bildebene ausschließlich Found-Footage-Material verwendet. Ausgangsmaterial waren Videoaufnahmen rumänischer Amateurfilmer, staatlicher rumänischer Behörden sowie des rumänischen Fernsehens, dessen zentrales Studio ab dem 22. Dezember von den Aufständischen besetzt gehalten wurde und von wo bis zum 26. Dezember „fast durchgehend live“ gesendet wurde. Dies gesichtete Ausgangsmaterial mit einer Gesamtlänge von ca. 125 Stunden verdichteten Farocki und Ujica zu ihrem 106 Minuten langen Film.
Unterbrochen werden die gewählten Ausschnitte durch Zwischentitel: Zum einen durch Titel mit Datum- und Ortsgabe („21. Dezember 1989 / Bukarest“ usw.), zum anderen durch thematische Titel („Zum letzten Mal live“, vor Ceaușescus letzter live im Fernsehen übertragener Rede, udgl.).
Über lange Passagen setzt der Film nur dies Bildmaterial und dessen – bei Reden, Dialogen usw. in Untertiteln übersetzte – O-Töne ein. Sporadisch, vorwiegend in der ersten Hälfte des Films, wird es ergänzt durch einen Off-Kommentar, der in einzelnen Fällen die zu sehenden Ereignisse erklärt (wo genau fand dies Ereignis statt?, wer ist im Bild zu sehen? usw.), vor allem aber weitergehende Fragen aufwirft über das Inszenierte einzelner Sequenzen oder über das reale Geschehen, das die Bilder nicht zu zeigen vermögen.

## Rezeption
Ein eigenständiger TV-Film, der ebenfalls von Farocki und Ujica realisiert wurde und der das in Videogramme einer Revolution präsentierte Material in Form einer Diskussion auswertete, war Kamera und Wirklichkeit. In diesem TV-Film wurde das Material der Videogramme analysiert und kommentiert von vier Medientheoretikern: Friedrich Kittler, Andrei Pleșu, Manfred Schneider und Peter M. Spangenberg. Kamera und Wirklichkeit wurde gesendet am 7. Dezember 1992 im Programm von SWF3, in einer Länge von 120 Minuten, und am 22. Dezember 1992 auf Arte, in einer Länge von 186 Minuten.
Einige Zitate aus Besprechungen des Films von deutschen Filmkritikern, die alle das über das Ausgangsmaterial – die während der Rumänischen Revolution von 1989 entstandenen Videoaufnahmen – Hinausweisende von Videogramme einer Revolution betonen: 

„Erahnbar wurde, daß Geschichte beinahe unmerklich ihre Form,
genauer: ihren Rhythmus verändert hat und zu einer Funktion des
Live-Mediums geworden war. Sie ereignete sich vorzugsweise
dort, wo das schnelle, mobile, direkte Aufnahmegerät die
Präsenz handelnder Menschen und die Authentizität ihres
Handelns verbürgte.“

„Der Titel selbst verspricht die Revolution als elektromagnetische Aufzeichnung und gibt den Film als audiovisuelle Geschichtsschreibung aus. Das ist hoch-, aber wie zu zeigen ist, nicht danebengegriffen. Videogramme einer Revolution gehört zu den spannendsten Dokumentarfilmen dieses Jahres. Er reißt den Zuschauer in den Strudel der Bilder der rumänischen Revolution und treibt ihn gleichzeitig immer wieder zu ihnen in Distanz.“

„Farocki/Ujica kommen am Ende zu zwei Ergebnissen: erstens haben sie das Panorama auf die Ereignisse in Rumänien im Dezember 1989 so sehr erweitert, daß man nun, zweitens, keine echte Wahrheit mehr hat, denn mit jedem neuen Bild, Ton ergeben sich neue Fragen. […] Man kann nach diesem Film keine Nachrichtensendung mehr sehen, ohne daß einem tausende von Fragen durch den Kopf gehen.“

Neben TV-Sendungen und Kinovorführungen des Films 1992 und 1993 wurde Videogramme einer Revolution im Lauf der Jahre einige Male auf Filmfestivals gezeigt, so z. B. 2019 beim Pariser „Cinéma du réel“, und war als Video-Installation diverse Male Teil von Museumsausstellungen, so z. B. 2023 im New Yorker Museum of Modern Art in der Ausstellung „Signals: How Video Transformed the World“.